# Kō Ochiai
Kō Ochiai (japanisch 落合 晃 Ochiai Kō; * 17. August 2006 in Takashima) ist ein japanischer Mittelstreckenläufer, der sich auf den 800-Meter-Lauf spezialisiert hat und aktuell Inhaber des Landesrekordes ist.

## Sportliche Laufbahn
Erste internationale Erfahrungen sammelte Kō Ochiai im Jahr 2024, als er bei den U20-Asienmeisterschaften in Dubai in 1:48,01 min die Goldmedaille über 800 Meter gewann. Anschließend gewann er bei den U20-Weltmeisterschaften in Lima in 1:47,03 min die Bronzemedaille. Zuvor stellte er mit 1:44,80 min einen neuen Landesrekord auf und löste damit Shō Kawamoto als Rekordhalter ab. Im Jahr darauf belegte er bei den Asienmeisterschaften in Gumi in 1:48,01 min den fünften Platz. Anschließend schied er bei den World University Games in Bochum mit 1:51,70 min im Halbfinale aus.
In den Jahren 2024 und 2025 wurde Ochiai japanischer Meister im 800-Meter-Lauf.

## Persönliche Bestzeiten
- 800 Meter: 1:44,80 s, 31. Juli 2024 in Fukuoka (japanischer Rekord)
- 1500 Meter: 3:44,18 min, 12. April 2025 in Kumamoto